# 島津寒天工場
島津寒天工場（しまづかんてんこうじょう）は、宮崎県都城市山之口町山之口にある遺跡。
都城市指定史跡。
薩摩藩は本工場施設を使い、幕末から明治時代初期にかけて領内で収穫したテングサを加工し、中国・ロシアなどに密輸していた。

## 建造の経緯
文化・文政（1804年～1831年）の幕末の頃、薩摩藩の財政は非常に困窮しており500万両の借金があった。時の家老調所笑左衛門広郷は、指宿の豪商浜崎太平次と計り財政再建策（薩摩藩の天保改革の一環）として、この地に寒天製造工場を設けた。この地を選んだのは、寒天製造に適した自然条件を兼ね備えていた事、幕府役人の目から逃れるためでもあったと考えられている。薩摩藩の天保改革により、天保11年（1840年）には、薩摩藩の金蔵に200万両の蓄えができるほどにまで財政が回復した。
最盛期は、三世太平次が支配人に任ぜられた安政元年（1854年）から明治4年（1871年）ごろまでであったと考えられる。 

## 原料の加工・製品の出荷
原料のテングサは、甑島列島を中心に薩摩西海岸から運ばれ、直径130センチメートル、高さ180センチメートルほどの窯で煮られ、寒天に加工された。
製品は馬で福山港（現:霧島市）に運び、さらに大坂、長崎に運ばれて中国の清、ロシアなどに密輸された。

## 人員・設備
また、監督者や技術者などは鹿児島から派遣され、西目地方（指宿・伊集院・伊作など）からの出稼ぎ者約80名、地元採用者約50名を合わせた従業員数は、約120名～130名程度であったと言われている。
現在、9基の窯跡を見る事ができる。